# 8 (Incubus)
8 è l'ottavo album in studio del gruppo musicale statunitense Incubus, pubblicato il 21 aprile 2017 dalla Island.

## Tracce
Testi e musiche di Incubus, eccetto dove indicato.
1. No Fun – 3:21 (Incubus, Sonny Moore)
2. Nimble Bastard – 3:39
3. State of the Art – 3:46 (Incubus, Sonny Moore)
4. Glitterbomb – 4:45
5. Undefeated – 3:56
6. Loneliest – 3:37 (Incubus, Sonny Moore)
7. When I Became a Man – 0:56
8. Familiar Faces – 3:26 (Incubus, Sonny Moore)
9. Love in a Time of Surveillance – 4:55
10. Make No Sound in the Digital Forest – 3:23
11. Throw Out the Map – 4:28 (Incubus, Sonny Moore)

Traccia bonus nell'edizione giapponese
1. Nimble Bastard (Acoustic)

## Formazione
Gruppo
- Brandon Boyd – voce
- Michael Einziger – chitarra
- Ben Kenney – basso
- Chris Kilmore – tastiera, giradischi
- José Pasillas II – batteria

Produzione
- Dave Sardy – produzione
- Brandon Boyd, Michael Einziger – produzione aggiuntiva (tracce 1, 3, 6, 7, 8, 10 e 11)
- Skrillex – coproduzione (tracce 1, 3, 6 e 8), missaggio (eccetto traccia 10), produzione aggiuntiva (traccia 11)